# Bogdan Tranda
Bogdan Stanisław Tranda (ur. 13 listopada 1929 w Poznaniu, zm. 21 września 1996 w Warszawie) – polski duchowny Kościoła Ewangelicko-Reformowanego w Polsce, teolog, przez wiele lat redaktor naczelny miesięcznika Jednota.

## Życiorys

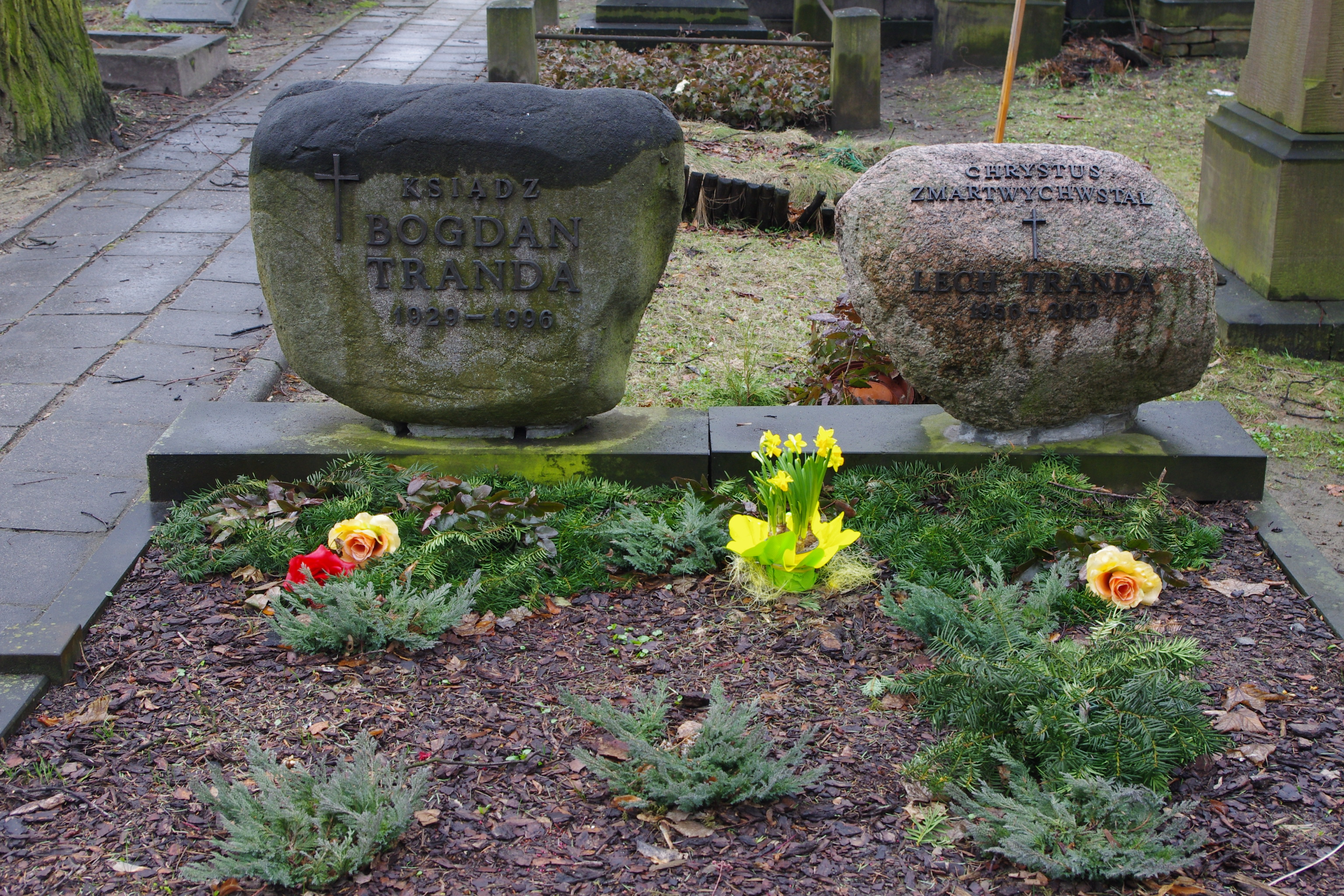
Grób ks. Bogdana Trandy (1929-1996) i jego syna ks. Lecha Trandy (1956-2012) na Cmentarzu ewangelicko-reformowanym w Warszawie

Był synem Zdzisława, dziennikarza, i Marty z domu Essers. W grudniu 1939 wraz z rodziną został wysiedlony z Poznania na Podhale. Następnie znalazł się w Rawie Mazowieckiej, a od 1942 mieszkał w Radomiu, gdzie uczył się w szkole powszechnej oraz na tajnych kompletach. Należał do Szarych Szeregów, a potem do 1948 do II Radomskiej Drużynie Harcerskiej. W 1949 zdał maturę w liceum im. Jana Kochanowskiego w Radomiu. 25 maja 1947 został konfirmowany przez ks. Włodzimierza Missola.
W 1949 rozpoczął studia na Wydziale Teologii Ewangelickiej Uniwersytetu Warszawskiego. W latach 1948–1952 był członkiem Stowarzyszenia Polskiej Młodzieży Ewangelickiej, Stowarzyszenia Młodzieży Ewangelicko-Reformowanej, Koła Teologów Ewangelickich Uniwersytetu Warszawskiego, działał także w "Bratniej pomocy" i w sekcji pływackiej Akademickiego Związku Sportowego.
Studia zakończył w 1953 obroną pracy magisterskiej pt. Z dziejów Kościoła Ewangelicko-Reformowanego w Polsce 1918-1928. 27 września 1953 w kościele ewangelicko-reformowanym w Warszawie ks. sup. Jan Niewieczerzał, ks. prof. Jan Szeruda i ks. Jarosław Niewieczerzał ordynowali go na duchownego. W ślad za tym został powołany na wikariusza parafii ewangelicko-reformowanej w Warszawie. W latach 1953–1993 odprawiał również nabożeństwa w parafii Ewangelicko-Augsburskiej w Poznaniu dojeżdżając z Warszawy.
W latach 1969–1993 pełnił funkcję redaktora naczelnego "Jednoty".

## Życie prywatne
Był bratem ks. bp. Zdzisława Trandy. 17 października 1953 zawarł związek małżeński z Wandą Krystyną Kulską, córką Juliana Kulskiego. Z tego związku miał synów: Krzysztofa (ur. 1954) – architekta, i Lecha (1956-2012) – duchownego.
Został pochowany na Cmentarzu Ewangelicko-Reformowanym przy ul. Żytniej w Warszawie (kwatera D-4-6).

## Publikacje
Był autorem wielu opracowań teologicznych. Wybór jego kazań został opublikowany w książce: Postylla, red. Krystyna Brzezińska-Lindenberg, Wydawnictwo Naukowe Semper, Warszawa 2006.
W 1994 na jego cześć została wydana publikacja: Nauka, kościół, ekumenizm. Studia ofiarowane Księdzu Bogdanowi Trandzie red. Karol Karski, Wydawnictwo Naukowe Semper, Warszawa 1994.